# Anapausis baueri
Anapausis baueri is een muggensoort uit de familie van de Scatopsidae. De wetenschappelijke naam van de soort is voor het eerst geldig gepubliceerd in 1983 door Fritz.